# Olbrachtowice (przystanek kolejowy)
Olbrachtowice – nieczynny przystanek osobowy, a dawniej stacja kolejowa, w Olbrachtowicach, w Polsce, w województwie dolnośląskim, w powiecie wrocławskim, w gminie Sobótka. Przystanek został otwarty w dniu 10 lipca 1885 roku razem z linią kolejową z Pustkowa Żurowskiego do Sobótki Zachodniej. 